# Callogryllus pallidus
Callogryllus pallidus är en insektsart som först beskrevs av Lucien Chopard 1928.  Callogryllus pallidus ingår i släktet Callogryllus och familjen syrsor. Inga underarter finns listade i Catalogue of Life.